# モトーレン東都
株式会社モトーレン東都（モトーレンとうと）は、東京都東久留米市に本社を置く、BMW JAPANの正規ディーラーである。株式会社ダイワグループの傘下企業。
5つの営業拠点を持ち、BMW・MINIの新車販売、中古車販売および部品販売、整備、損害保険代理店業務を行う。大阪府堺市のエルベオート株式会社と並び、日本で2社のみサーキット専用BWM車両 M2 CS Racing の販売が認められているBMW M Motorsport 認定ディーラーである。

## 沿革
1968年に創立された大和自動車株式会社（現在の株式会社ダイワグループ）のBMW部門モトーレンダイワ株式会社として1986年に設立され、1989年に現在の社名に変更した。BMW JAPANによるローバービジネス統括、MINIの取り扱い開始に伴い、両ブランドの販売も開始した。
- 1986年（昭和61年）
  - 1月4日 - モトーレンダイワ株式会社設立。東久留米本社開設。
  - 2月 - BMW JAPANと正規ディーラー契約。
- 1988年（昭和63年）12月 - 東大和中古車センターを開設。
- 1989年（平成元年）
  - 5月 - 東大和サービス工場を開設。
  - 12月 - 株式会社モトーレン東都へ商号変更。
- 1993年（平成5年）5月 - 所沢ボディショップを開設。
- 1998年（平成10年）3月 - 東大和中古車センターと東大和サービス工場を統合し、東大和営業所を開設。
- 2002年（平成14年）
  - 2月 - 小平アプルーブドカーセンターを開設[3]。
  - 3月 - 西東京営業所を開設（MINI Nishi-Tokyo併設）[4]。
- 2008年（平成20年）11月 - 小平中古車センターにMINI NEXT KODAIRAを開設。
- 2013年（平成25年）3月 - MINI 杉並を開設。
- 2015年（平成27年）
  - 3月 - 西東京営業所を東久留米営業所と統合。
  - 4月 - MINI 西東京が移転新規開設[5]。
- 2016年（平成28年）11月 - 損害保険ディーラー特級代理店資格取得[6]。
- 2017年（平成29年）6月 - 所沢鈑金工場を株式会社ダイワカークラフトへ分社化。
- 2020年（令和2年）12月 - 東久留米本社を西東京本社にリニューアル。

## 営業所（店舗）一覧
- Toto BMW 西東京本社
- Toto BMW 東大和営業所
- MINI 西東京
- MINI 杉並
- MINI NEXT 西東京

## グループ会社
- 株式会社ダイワグループ
- 株式会社ホンダカーズ埼玉南
- 株式会社ファイブスター東都
- 株式会社トリコローレ東都
- 株式会社ダイワオートモビルズ
- 株式会社モトーレン湘南